# 斯洛文尼亚戴维斯杯代表队
斯洛文尼亚戴维斯杯代表队是斯洛文尼亚男子国家网球队代表斯洛文尼亚出战戴维斯杯的队伍，由斯洛文尼亚网球协会负责管理。
斯洛文尼亚队在戴维斯杯的最好战绩是1993年打入了欧非一组，这也是他们首次参加戴维斯杯。

## 链接
- 台維斯盃官方網站DavisCup.com上的球隊頁面